# NGC 5352
NGC 5352 est une galaxie lenticulaire située dans la constellation des Chiens de chasse. Sa vitesse par rapport au fond diffus cosmologique est de 8 156 ± 14 km/s, ce qui correspond à une distance de Hubble de 120,3 ± 8,4 Mpc (∼392 millions d'al). NGC 5352 a été découverte par l'astronome germano-britannique William Herschel en 1785.
À ce jour, une mesure non basée sur le décalage vers le rouge (redshift) donne une distance d'environ 103,000 Mpc (∼336 millions d'al). Cette valeur est loin à l'extérieur des valeurs de la distance de Hubble. Notons que c'est avec la valeur moyenne des mesures indépendantes, lorsqu'elles existent, que la base de données NASA/IPAC calcule le diamètre d'une galaxie et qu'en conséquence le diamètre de NGC 5352 pourrait être d'environ 42,0 kpc (∼137 000 al) si on utilisait la distance de Hubble pour le calculer.